# Djurås
Djurås es una localidad sueca (tätort), sede del municipio de Gagnef, en la provincia de Dalarna y la provincia histórica de Dalecarlia. Tenía una población de 2268 habitantes en 2023, en un área de 4,18 km². Se encuentra localizada en la confluencia de los ríos Västerdal y Österdal, que desde ese punto se llama Dal (Dalälven).

## Demografía
| 208                                                 | 854 | 716 | 1126 | 1200 | 1115 | 1251 | 1190 | 1253 | 1278 | 2128 |
| (Fuente: Oficina Central de Estadísticas de Suecia) |     |     |      |      |      |      |      |      |      |      |